# 細竹鍊介殼蟲
細竹鍊介殼蟲（学名：Asterolecanium pseudolanceoleatum）为鏈介殼蟲科鍊介殼蟲屬下的一个种。